# Plutarchia malabarica
Plutarchia malabarica (лат.) — вид наездников рода Plutarchia из семейства эвритомиды (Eurytomidae, Chalcidoidea). Индия (Kerala) и позднее Южная Корея.

## Описание
Мелкие наездники (длина самок 1,39—1,93 мм, самцы 1,57—1,76 мм). Тело чёрное, за исключением: вершина скапуса, передняя половина педицеля, анеллус и передняя половина булавы тёмно-коричневые; протибии, трохантеры и трохантеллус коричневато-жёлтые; базальные и вершинные кончики мезо- и метатибии и протарсус коричневые; мезо- и метатарсус беловато-жёлтые; переднее крыло гиалиновое с бледно-коричневыми жилками; ножны яйцеклада тёмные с желтовато-коричневой вершиной. Plutarchia malabarica выращена на куколках минирующих мух (Agromyzidae), нападающих на семена Pueraria lobata (Willd.) Ohwi (Fabaceae).

## Таксономия
Вид был впервые описан в 1990 году по типовым материалам из Индии (Kerala), а позднее найден в Южной Корее.